# روضان الجليدي

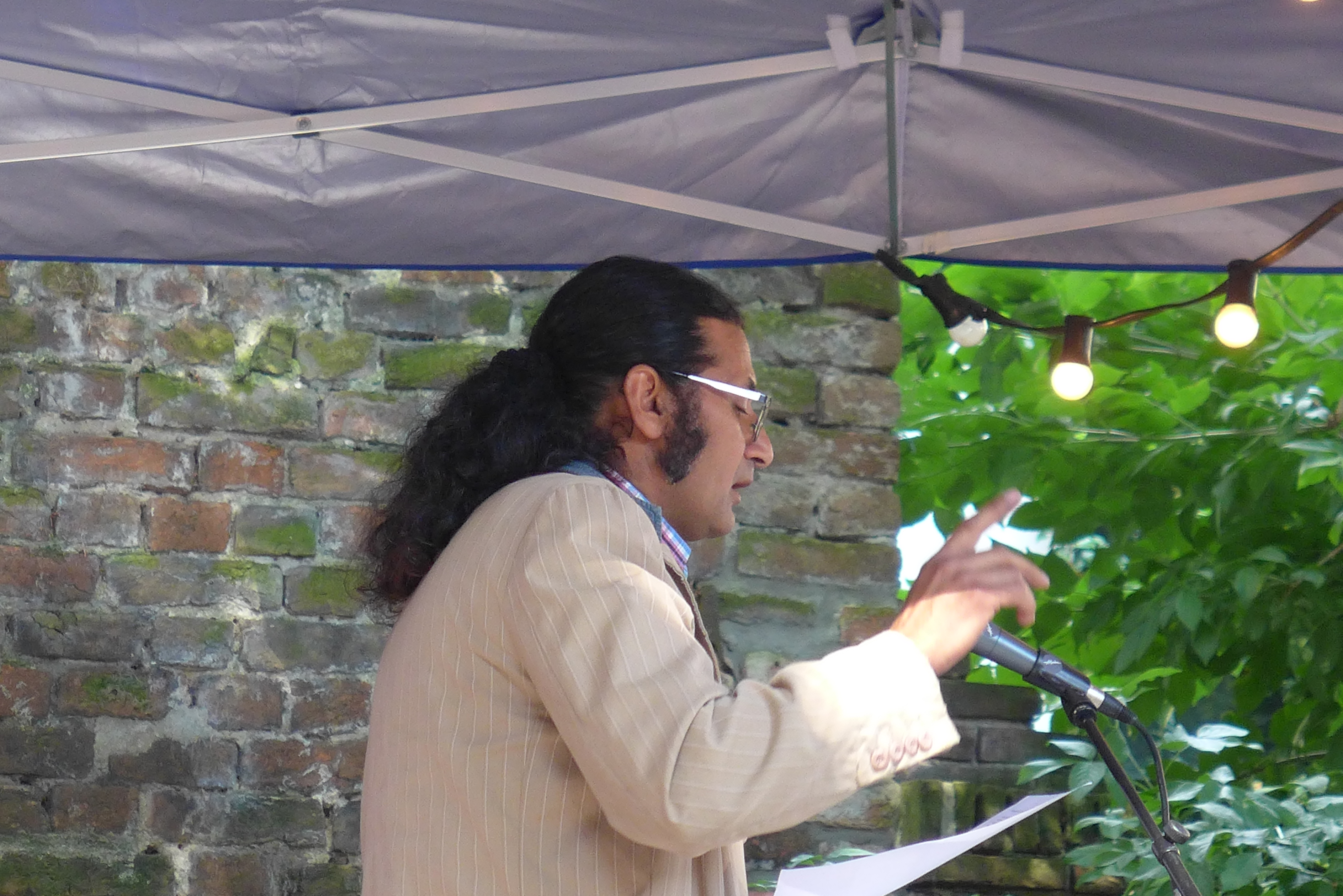
روضان الجليدي عام 2016

روضان الجليدي (مواليد 1971) هو كاتب هولندي من أصل عراقي، ومهندس متدرب، هاجر من العراق إلى هولندا في عام 1998. يكتب في النثر والشعر باللغة الهولندية، فازت روايته "المتوحد والحمام الزاجل"، (بالهولندية: De autist en de postduif)‏ بجائزة الاتحاد الاوروبي للآداب [الإنجليزية]. وهو أيضًا مؤلف كتاب (بالإنجليزية: Two Blankets, Three Sheets)‏، وهو سرد خيالي لتجاربه في الهجرة.